# Феррере
Феррере (итал. Ferrere) — коммуна в Италии, располагается в регионе Пьемонт, в провинции Асти.
Население составляет 1558 человек (2008 г.), плотность населения составляет 112 чел./км². Занимает площадь 14 км². Почтовый индекс — 14012. Телефонный код — 0141.
Покровителем коммуны почитается святой Августин Блаженный, празднование 28 августа.

## Демография
Динамика населения:

## Города-побратимы
- La Francia, Аргентина (1998)
- Предаццо, Италия (2005)

## Администрация коммуны
- Официальный сайт: http://www.comune.ferrere.at.it